# Шереметєва Ірина Іларіонівна
Графиня Ірина Іларіонівна Шереметєва (уроджена графиня Воронцова-Дашкова; нар. 2 грудня 1872, Санкт-Петербург — пом. 3 січня 1959, Рим, Італія) — фрейліна, громадський діяч, сестра милосердя. Тричі нагороджена Георгіївськими медалями.

## Біографія
Ірина Іларіонівна (Іра) була четвертою дочкою в багатодітній родині намісника на Кавказі графа Іларіона Івановича Воронцова-Дашкова і Єлизавети Андріївни, уродженої графині Шувалової.
Свої дитячі роки Ірина Іларіонівна разом з братами і сестрами провела у родинному маєтку Ново-Томниково Шацького повіту, де дітям належало щонайменше чотири години займатися з вчителями, а крім того, читати, займатися верховою їздою і шити одяг селянським дітям. У разі відсутності батьків вони повинні були в листах звітувати про проведений час.
Завдяки близькості батьків до імператора Олександру III, всі діти Воронцових-Дашкових зайняли гідне місце при дворі і опинилися в числі друзів великого князя Миколи Олександровича, утворивши тісний гурток однолітків, пов'язаних світськими забавами. При дворі фрейліна Ірина Іларіонівна зблизилася з графом Дмитром Сергійовичем Шереметєвим (1869—1943), старшим сином Сергія Дмитровича і Катерини Павлівни Шереметєвих, який також був «однолітком Государя по дитячим іграм, і однокашником по службі в лейб-гвардії Преображенському полку». 11 червня 1891 року граф Воронцов-Дашков писав імператору Олександру III: «Прошу дозволити мені поділитися з Вами сімейною радістю. Дмитро Шереметєв заручений на Ірі. Всі ми дуже щасливі.» Проте за бажанням Сергія Дмитровича оголошення про заручини відклали до отримання його сином офіцерського звання.
Вінчання відбулося 10 січня 1892 року в шереметєвській домовій церкві Святої Варвари. За спогадами О. О. Половцова вибору церкви передував тривалий спір між матерями нареченого і нареченої" про місце вінчання, вирішене тільки завдяки Високому втручанню. Газета «Новий час», яка висвітлювала весілля, повідомляла, що одруження, на якому були присутні понад 60 гостей, включаючи майже всю імператорську сім'ю, чинів Двору, міністрів і офіцерів полку на чолі з командиром Тимірязєвим, «відрізнялося рідкісним блиском.» Нареченого до вінця благословляли імператор і принц Олександр Петрович Ольденбурзький, в церкву він увійшов з імператрицею Марією Федорівною, наречену, яка була красунею в повному значенні слова", супроводжував Олександр III. Одним з поручителів нареченого був великий князь Сергій Михайлович, нареченої — цесаревич Микола Олександрович і великий князь Олександр Михайлович.

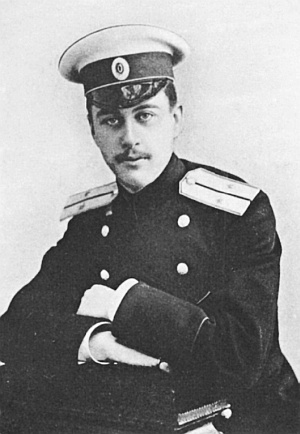
Д. С. Шереметєв

Після медового місяця, проведеного в Кусково, молодята оселилися в Фонтанному будинку, де для них була влаштована окрема квартира у флігелі. У Михайлівському Дмитричі мали свій окремий одноповерховий дерев'яний будинок поряд з великим будинком. Матеріально Дмитро Сергійович залежав від батька. Сергій Дмитрович не бажав ділити сімейні землі, і його діти мали лише частину доходу від родових маєтків. У травні 1900 року Дмитро Сергійович купив 420 десятин землі в селі Гавронци Полтавської губернії. В 1909 році він писав з Лівадії: «Государ хоче, щоб ми у що б то не стало купили маєток у Криму, щоб ти з дітьми могла проводити тут частину осені… радив купити маєток Селяли графа С. Орлова-Давидова, хоче нас бачити сусідами — це поруч з Масандрою… треба 300 тисяч, нелегко дістати…»
Служба Дмитра Сергійовича як флігель-ад'ютанта призводила до його постійної кількаденної відсутності вдома. Володіючи сильним характером, Ірина Іларіонівна стала главою родини. «Воронцовський» вплив Сергій Дмитрович часто обговорював з дочкою Марією Гудович. Його онук, граф О. О. Гудович, згадував: «Йому ж хотілося, щоб діти були Шереметєвими, а не Воронцовими-Дашковими і Меєндорфами… А Ірина Іларіонівна була жінка з великим характером.» Незважаючи на багаторічну дружбу, матір невістки Шереметєв іронічно називав «архиграфиня». Сестра Дмитра, Ганна Сергіївна, писала у своєму щоденнику: «Дмитро і Павло, суть не що інше, як відгомін Воронцових… Я завжди була проти Воронцових і проти думки про їх спорідненність з нами!»
З початком Першої світової війни подружжя стали зустрічатися ще рідше. Шереметєв перебував при імператорі, а Ірина Іларіонівна організувала на свої кошти та добровільні пожертвування санітарний загін, в якому виконувала також обов'язки старшої медичної сестри. На початку осені 1914 року її загін № 41, командирований до першої гвардійської кавалерійської дивізії, був відправлений у Польщу, де знаходився поруч з лінією фронту. Завданням загону було «надання медичної допомоги, організації харчування та транспортування до шпиталів поранених і хворих воїнів.» У повідомленнях говорилося, що графиня Шереметєва «багато особисто працює на фронті, і лазарет її працює зразково. Завдяки своїй самовідданій роботі графиня Шереметєва дуже популярна в середовищі офіцерів.» 9 вересня 1914 року Дмитро Сергійович писав дружині на фронт: «… Я чекаю не дочекаюся, коли ти вирішиш відпочити і повернешся до нас хоча б на побивку.» За свою діяльність з організації медичної допомоги Ірина Іларіонівна була удостоєна трьох Георгіївських медалей. 25 жовтня 1914 року Шереметєв писав: «…Радію твоєму подвигу і молю Бога зберегти тебе цілою і неушкодженою.»
Після революції Ірина Іларіонівна з дітьми виїхали з Петербурга, 22 березня 1917 року Сергій Дмитрович писав доньці Марії: «Іра з сім'єю біжить рятуватися в Москву». Незабаром разом з чоловіком, який подав у відставку, вони переїжджають в Кусково. Наприкінці літа Шереметєви приймають рішення пробиратися в Крим, де знаходяться маєтку Єлизавети Андріївни і де поступово збираються всі члени родини Воронцових-Дашкових. Спочатку сім'я Шереметєвих проживала на дачі «Капрі» в Єсентуках разом з родиною молодшого брата Олександра, який знаходився в Добровольчої армії. Кілька разів їм вдалося уникнути арешту і розстрілу. У квітні 1919 року сім'я графині Шереметєвої разом з Єлизаветою Андріївною покинула Крим на одному з англійських кораблів, які взяли курс на Мальту. Пізніше Ірина Іларіонівна емігрувала до Франції, жила в Парижі та Антібі, потім переїхала в Італію.
Займаючись громадською роботою, графиня Шереметєва перебувала в ряді організацій:
- Член літературно-історичного гуртка «Патріарша палата»,
- член Товариства ревнителів російської історичної освіти на пам'ять про імператора Олександра III.
- член Спілки ревнителів пам'яті імператора Миколи II (з 1923).
- перший голова бюро Дамського комітету Союзу російських дворян (з 1926).
- член Дамського товариства на пам'ять про імператрицю Марію Федорівну.

Графиня Ірина Іларіонівна Шереметєва померла 3 січня 1959 року в Римі і була похована на кладовищі Тестачо.

## Діти
У шлюбі народилися:
- Єлизавета (1893—1974) — у першому шлюбі з 1912 року дружина Бориса Леонідовича Вяземського (1883—1917); у другому шлюбі з 1921 року — дружина графа Чернишова Сергія Олександровича-Безобразова (1894—1972). Її старша дочка від другого шлюбу, Ірина Сергіївна (1925—2015) — дружина Теймураза Костянтиновича Багратіон-Мухранського, молодша, Ксенія Сергіївна (1929—1968) — ерцгерцога Рудольфа Австрійського (1919—2010);
- Катерина (1894—1896);
- Ірина (1896—1965) — дружина з 1918 року графа Георгія Дмитровича Менгден (Менгден фон Альтенвога) (1897—1983);
- Сергій (1898—1972) — учасник білого руху, не одружений;
- Параска (1901—1980) — з 1921 року дружина князя імператорської крові Романа Петровича (1896—1978). У них сини Микола і Дмитро;
- Марія (1902—1919);
- Микола (1904—1979) — з 1938 року чоловік княжни Ірини Феліксівни Юсупової (1915—1983), єдиної дочки князя Фелікса Юсупова і княжни Ірини Олександрівни;
- Василь (1906—1986) — з 1929 року чоловік Дар'ї Борисівни Татіщевої (1905—1983).